# Џејмс Лавлок
Сер Џејмс Лавлок  (енгл. James Ephraim Lovelock: 26. јул 1919 — Аботсбери, 26. јул 2022) био је независни научник енвироменталист и футуролог. Познат је као творац и популаризатор теорије Геја, као поборник нуклеарне енергије и као ауторитет у истраживању глобалног отопљавања.

## Живот
Лавлок се родио у Лечворт Гарден Ситију у Енглеској и стекао је титулу у области хемије на универзитету у Манчестеру а 1941. године је добио титулу доктора медицине на „London School of Hygiene and Tropical Medicine“, а 1959. доктора биофизике у Лондону.
Лавлок спада у научнике који већ дуго упозоравају на глобално отопљавање и сматра да ће доћи до убрзаног отопљавања које ће до краја 21. века узроковати смрт милијарде људи и да ово може бити успорено једино експанзијом нуклеарне енергије. Предлаже нетрадиционални начин борбе против глобалног отопљавања помоћу система цеви којим би вода из океана била пумпана у више слојеве атмосфере.

### Интервјуи
- Climate Change on the Living Earth, Public lecture by James Lovelock, The Royal Society, 29. октобар 2007.
- The Prophet of Climate Change Архивирано на веб-сајту  (7. новембар 2009), Jeff Goodell, Rolling Stone, 17. октобар 2007.
- Creel Commission: reflections on meeting James Lovelock and a recent interview with him Архивирано на веб-сајту  (28. септембар 2007)
- Is the future nuclear? BBC News HardTalk Interview (30 minute RealVideo from July 2004)
- The whole world in our hands, Guardian Interview from September 2000
- Radio interview with James Lovelock Архивирано на веб-сајту  (16. јун 2008), KQED San Francisco, 13. септембар 2006.
- 'We should be scared stiff', The Guardian, 15. март 2007.
- Audio interview from The Guardian, 4. децембар 2006.
- Audio interview from Ideas:How to think about science, Canadian Broadcasting Corporation, 2. јануар 2008. (Real Audio)
- Portraits Parlés by Ariane Laroux : Interview and portrait of Jim Lovelock, éditions of L'Age d'homme (2008)

1. ↑  „James Lovelock obituary”. the Guardian (на језику: енглески). 2022-07-27. Приступљено 2022-10-31.